# Chmielinko
Chmielinko is een plaats in het Poolse district  Nowotomyski, woiwodschap Groot-Polen. De plaats maakt deel uit van de gemeente Lwówek en telt 570 inwoners.